# Aghgadik (Khodjali)
Aghgadik (en azéri : Ağgədik) est un village situé dans le raïon de Khodjali en Azerbaïdjan.

## Histoire
À l'époque de l'Empire russe, le village appelé Keyatoug (Քյաթուկ Kyatuk) fait partie de l'ouïezd de Choucha, créé en 1840, et est rattaché successivement aux gouvernements de Chemakha, de Bakou en 1859 puis d'Elisavetpol en 1868.
Sous la période soviétique, le village fait partie entre 1923 et 1991 de l'oblast autonome du Haut-Karabagh, au sein de la république socialiste soviétique d'Azerbaïdjan. Après son indépendance en 1991, l'État azerbaïdjanais l'intègre officiellement dans le raïon de Khodjali et par une résolution du Parlement azerbaïdjanais du 29 décembre 1992, il est rebaptisé Aghgadik.
En 1992, lors de la guerre du Haut-Karabagh, le village est fortement touché par les combats. Il est intégré à la république autoproclamée du Haut-Karabagh et fait partie de la région d'Askeran.
En novembre 2020, à l'issue de la seconde guerre du Haut-Karabagh, Keyatoug demeure dans le territoire contrôlé par le Haut-Karabagh, sous la protection des forces d'interpositions russes.
À la suite de l'offensive éclair des forces armées azerbaïdjanaises les 19 et 20 septembre 2023, le village repasse sous le contrôle de l'Azerbaïdjan, comme l'ensemble du Haut-Karabagh, entraînant l'exode de ses habitants vers l'Arménie.

## Démographie
Selon le recensement de 1921, 612 Arméniens vivaient alors dans le village. La population a fortement diminué à l'époque soviétique, quand de nombreux habitants ont migré vers les grandes villes. En 2005, la population s'élevait à 8 habitants.

## Personnalité
- Mikaël Varandian (1872-1934), homme politique arménien, est né à Keyatoug.